# Cogullada comuna
La cogullada comunao cogullada vulgar (Galerida cristata) és una espècie d'ocell de l'ordre dels passeriformes comú als Països Catalans continentals però en regressió.

## Denominacions populars
A part de Cogullada, molt general, hi ha les formes cocullada, curullada, cuallada, cugallarga, etc.

## Morfologia
Mesura 17 cm de llargària total i 34 cm d'envergadura alar. No presenta dimorfisme sexual. És un ocell de color terrós que presenta el pili, el dors i el pit vionats. Cua curta, amb les vores clares i el centre fosc. Presenta una trossa llarga i vionada molt característica que pot bellugar a voluntat.

## Ecologia
Es troba arreu de l'Euràsia temperada (llevat de les Illes Britàniques, de les Illes Balears i d'Escandinàvia), des de Portugal fins al nord-est de la Xina i l'est de l'Índia. A Àfrica viu des del Mediterrani fins al riu Níger. Pertany a la categoria d'ocells estèpics. A Catalunya cerca tota mena de terrenys de tipus mediterrani i defuig els Pirineus. Li agraden especialment els camps oberts, sovint a la vora de pobles, fins als 500 m d'altitud i és molt rara per damunt dels 1.200 m. Menja grans i insectes.
El cant, l'emet o bé des de terra, o bé en vol. És sedentària. Al març comença a sentir-se el seu cant característic i a l'abril-juny la femella pon 3-5 ous en un niu que construeix amb herba seca i arrels sobre el sòl. La mateixa femella s'encarrega d'escalfar els ous durant 12-13 dies i, junt amb el mascle, d'alimentar els pollets que en surten, i que després de 20 dies ja poden volar. Fa dues postes anyals.

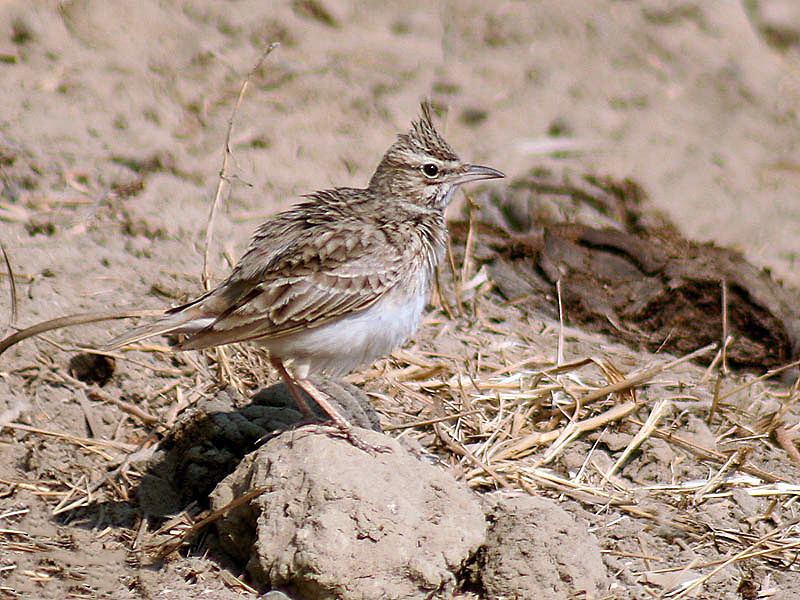
Exemplar fotografiat a l'estat indi d'Haryana
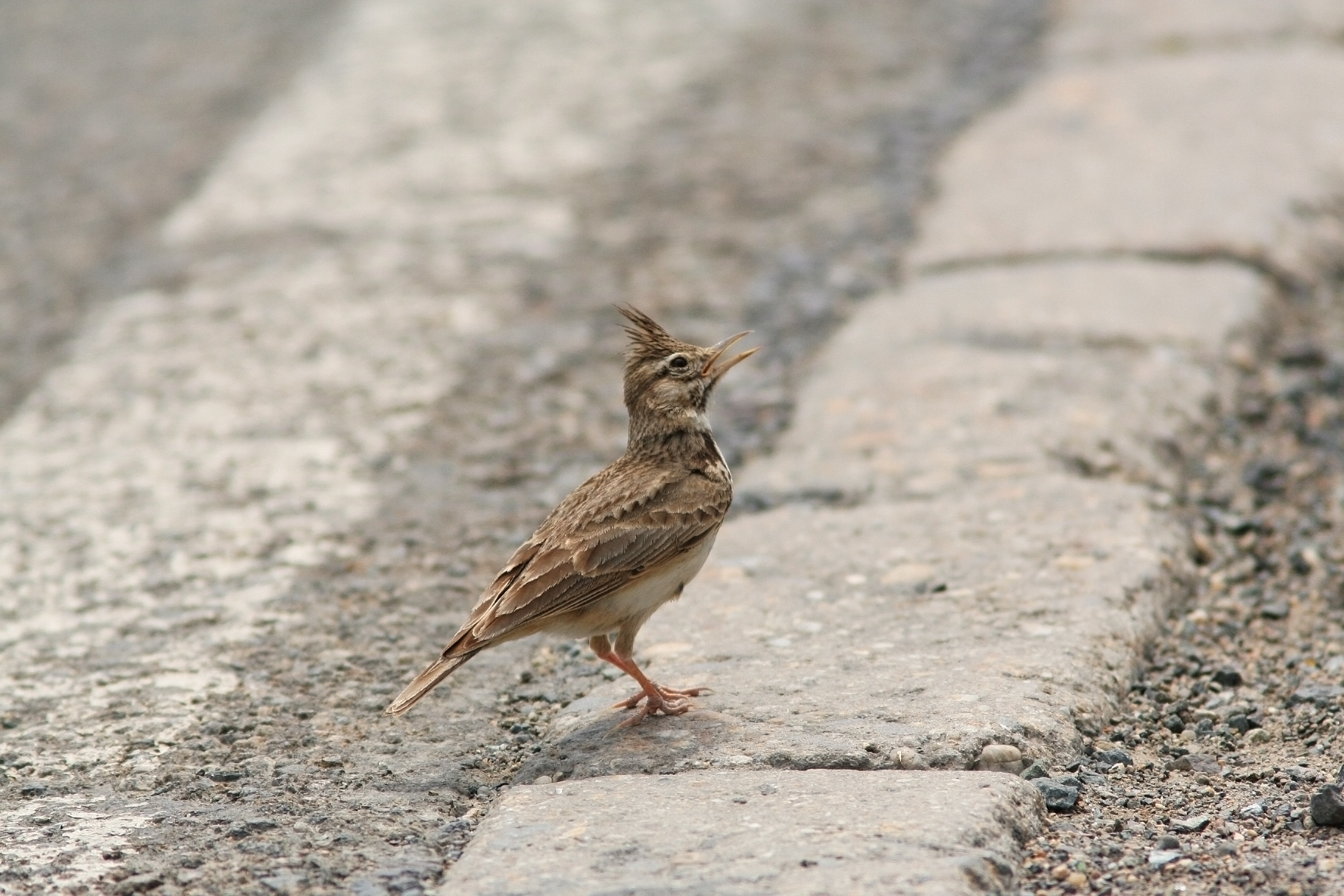
Cogullada vulgar fotografiada a Romania
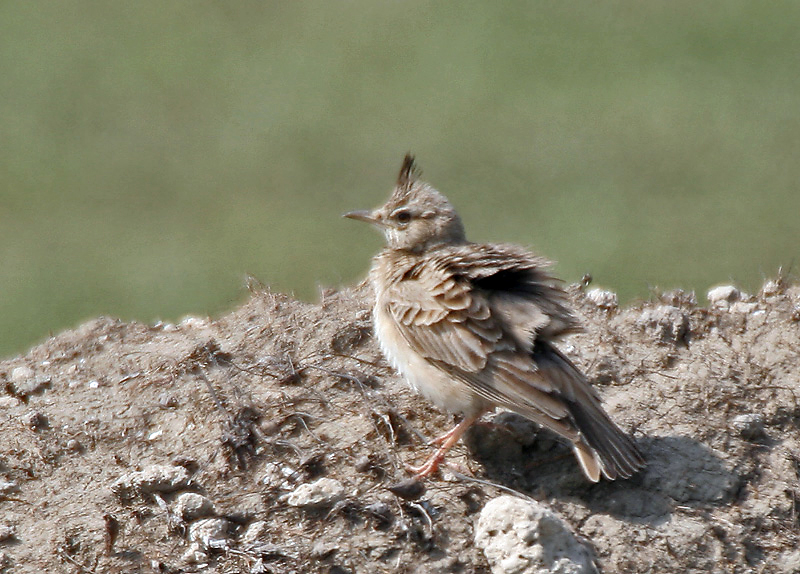
Exemplar fotografiat a l'estat indi d'Haryana
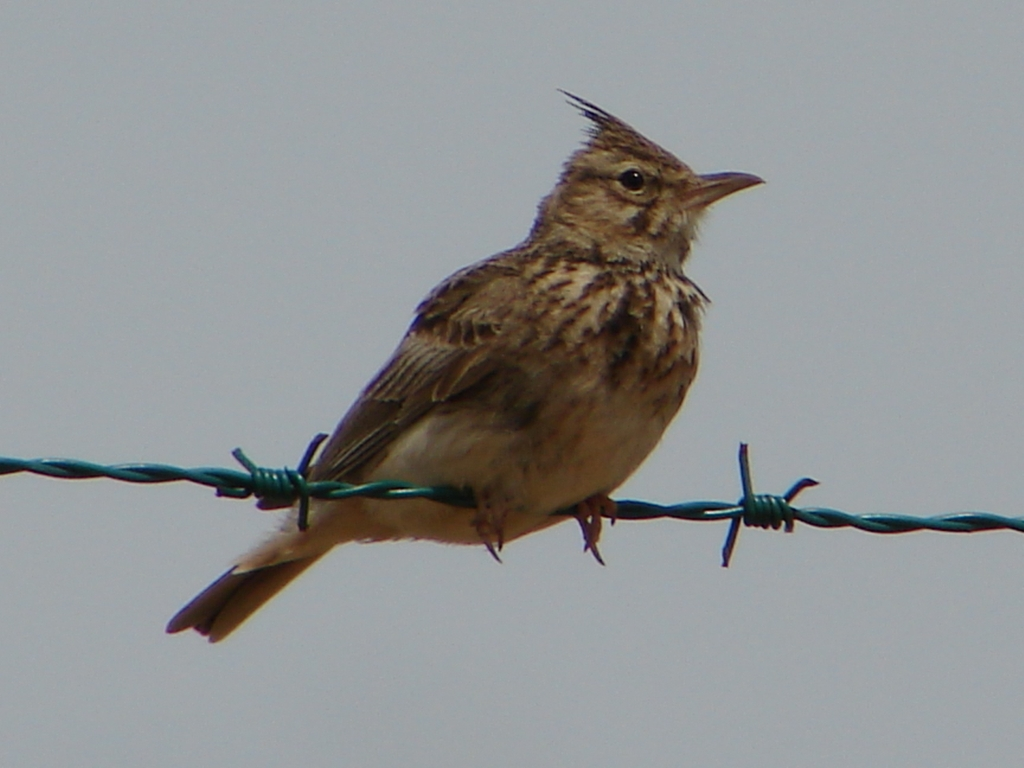
Cogullada vulgar fotografiada a l'Algarve, Portugal
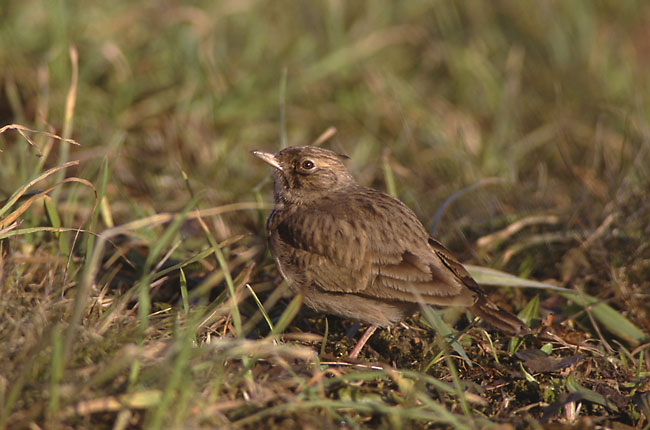
Cogullada vulgar
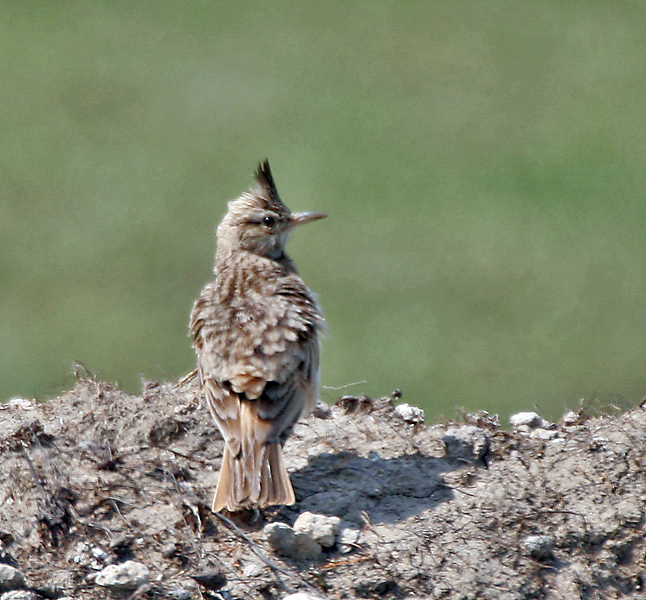
Exemplar fotografiat a l'estat indi d'Haryana
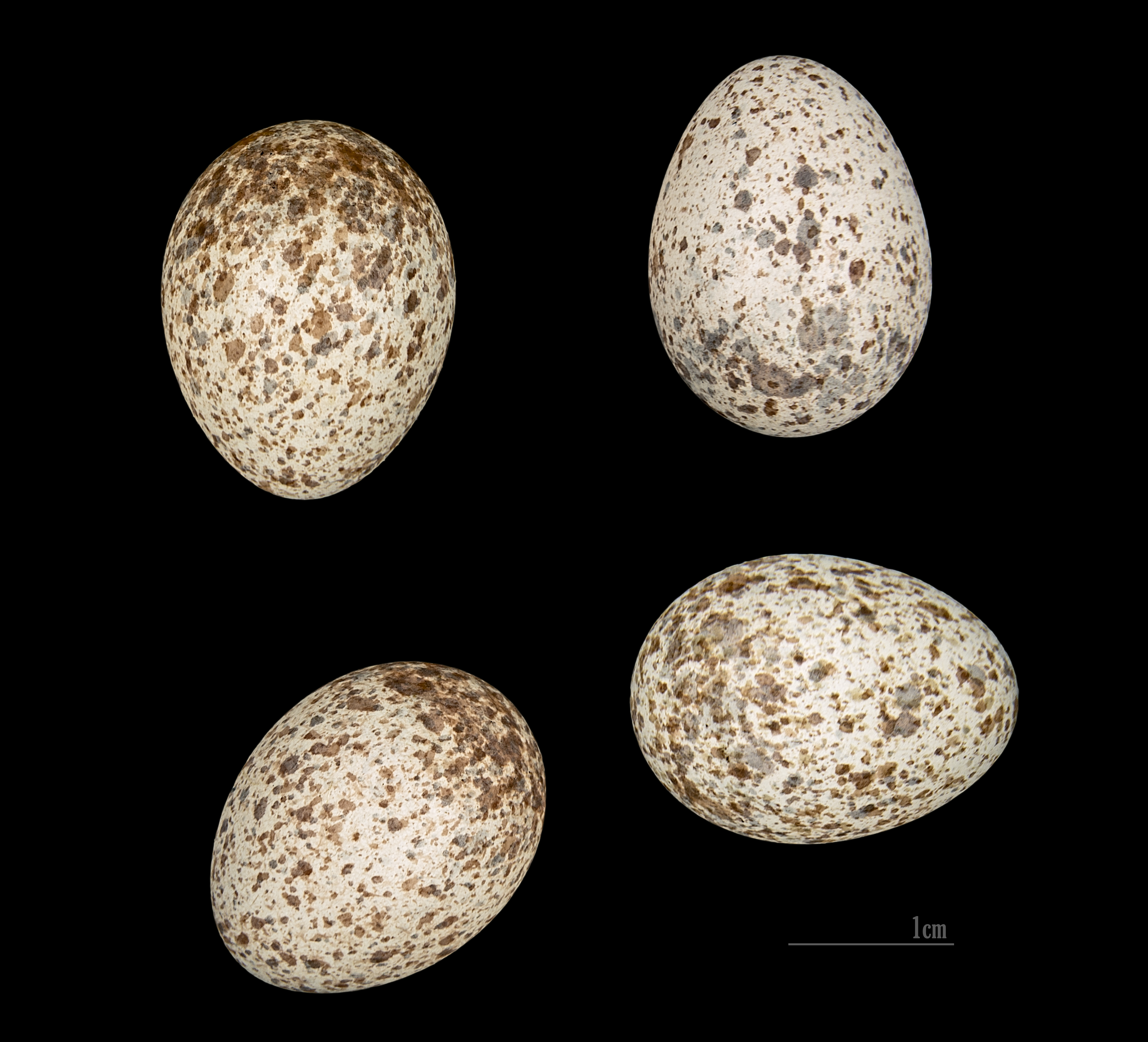
Ous